# Aušra Maldeikienė
Aušra Maldeikienė (ur. 4 czerwca 1958 w Połądze) – litewska ekonomistka, publicystka, nauczyciel akademicki i polityk, posłanka na Sejm Republiki Litewskiej, deputowana do Parlamentu Europejskiego IX kadencji.

## Życiorys
W 1976 ukończyła szkołę średnią w Wilnie, a w 1982 studia z ekonomii politycznej na Moskiewskim Uniwersytecie Państwowym. W 1987 na tej samej uczelni została kandydatem nauk ekonomicznych, później została doktorem nauk społecznych. W 2007 uzyskała magisterium z religioznawstwa na Uniwersytecie Wileńskim.
Od 1982 do 1990 pracowała jako wykładowczyni ekonomii politycznej na litewskich uczelniach. W 1990 zajęła się dziennikarstwem, początkowo w ramach dziennika „Lietuvos rytas”. W latach 1993–1997 odpowiadała za dział komunikacji w banku Vilniaus bankas, następnie do 2000 była redaktorem działu gospodarczego agencji prasowej Baltic News Service. W 1999 powróciła do działalności akademickiej jako wykładowczyni Uniwersytetu Wileńskiego. W latach 2001–2013 była również nauczycielką ekonomii w jezuickiej szkole średniej w Wilnie.
Była działaczką Partii Liberalno-Demokratycznej, w 2009 kandydowała do Parlamentu Europejskiego z listy Partii Demokracji Obywatelskiej. W 2015 z ramienia nowo powstałego ugrupowania Litewska Lista uzyskała mandat radnej miejskiej Wilna. W wyborach w 2016 została wybrana do Sejmu Republiki Litewskiej, w okręgu jednomandatowym pokonała długoletnią posłankę Związku Ojczyzny Viliję Aleknaitė-Abramikienė.
W 2019 z ramienia komitetu wyborczego sygnowanego swoim nazwiskiem uzyskała mandat eurodeputowanej IX kadencji.
Żona ekonomisty i polityka Eugenijusa Maldeikisa, matka polityka Matasa Maldeikisa.